# David Butler (Politiker)

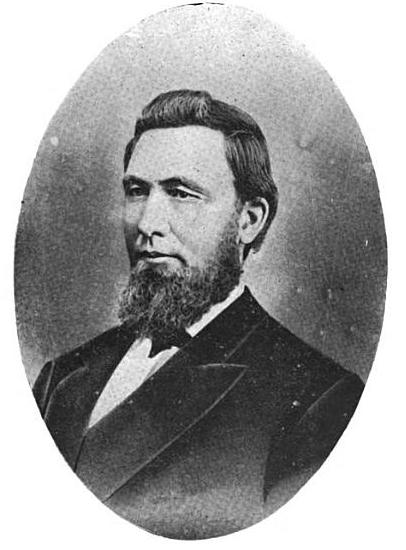
David Butler

David Christy Butler (* 16. Dezember 1829 bei Bloomington, Indiana; † 25. Mai 1891 in Pawnee City, Nebraska) war ein US-amerikanischer Politiker und zwischen 1867 und 1871 der erste Gouverneur von Nebraska. Er ist bis heute der einzige Gouverneur dieses Bundesstaates, der seines Amtes enthoben wurde.

## Frühe Jahre und politischer Aufstieg
David Butler besuchte die örtlichen Schulen seiner Heimat. Im Jahr 1859 zog er nach Pawnee City im Nebraska-Territorium, wo er sich mit Viehzucht und handwerklichen Tätigkeiten befasste. Ab 1861 war er politisch aktiv. In diesem Jahr wurde er in das Parlament des Territoriums gewählt. Im Jahr 1864 war er Mitglied des Regierungsrats. Nachdem sich im Jahr 1866 der Beitritt des Territoriums zu den Vereinigten Staaten abzeichnete und eine Verfassung erarbeitet worden war, wurden die ersten regulären Gouverneurswahlen ausgeschrieben.

## Gouverneur von Nebraska
David Butler wurde von der Republikanischen Partei für dieses Amt nominiert und setzte sich mit 50:49 Prozent der Stimmen gegen den Territorialgouverneur Julius Sterling Morton durch. In den Jahren 1868 und 1870 wurde er jeweils in seinem Amt bestätigt. In seiner Regierungszeit wurde in Nebraska der Eisenbahnbau vorangetrieben. Auch andere Maßnahmen zur Verbesserung der Infrastruktur wurden ergriffen. Es entstand die erste staatliche Universität in dem neuen Staat und eine landwirtschaftliche Schule. Außerdem wurde die Hauptstadt von Omaha nach Lincoln verlegt. Kurz nach Beginn seiner dritten Amtszeit im Frühjahr 1871 wurden Stimmen laut, die dem Gouverneur Veruntreuung von Staatsgeldern vorwarfen. Der Oberste Gerichtshof suspendierte daraufhin den Gouverneur von seinem Amt bis zur juristischen Klärung des Falles. Nachdem er in diesem Punkt schuldig gesprochen wurde, musste Butler am 2. Juni 1871 sein Amt endgültig aufgeben.

## Weiterer Lebenslauf
Im Jahr 1882 saß er für eine Amtszeit im Senat von Nebraska. Das wurde erst möglich, nachdem sein Vergehen im Jahr 1877 aus den Akten gelöscht worden war. Danach zog sich Butler in das Privatleben zurück. Er starb am 25. Mai 1891 und wurde in Pawnee City beigesetzt. David Butler war zweimal verheiratet und hatte insgesamt acht Kinder.
Das Butler County in Nebraska ist nach ihm benannt.